# Alycia Parks
Alycia Parks (* 31. Dezember 2000 in Atlanta, Georgia) ist eine US-amerikanische Tennisspielerin.

## Karriere
Parks begann mit sieben Jahren mit dem Tennisspielen und bevorzugt Hartplätze. Sie spielt bislang vorrangig auf Turnieren der ITF Women’s World Tennis Tour, bei denen sie bislang einen Titel im Einzel und drei im Doppel gewinnen konnte.
2017 erhielt sie zusammen mit ihrer Partnerin Sylvia Schenck eine Wildcard für das Doppel der mit 80.000 US-Dollar dotierten Coleman Vision Tennis Championships 2017, wo sie aber bereits in der ersten Runde gegen die topgesetzte Schweizer Paarung Viktorija Golubic und Amra Sadikovic mit 4:6 und 4:6 verloren. Beim darauf folgenden $80,000 Waco Showdown 2017 unterlag sie mit Partnerin Kathleen Derienzo ebenfalls bereits in der ersten Runde.
2018 unterlag sie bei den ebenfalls mit 80.000 US-Dollar dotierten Red Rock Pro Open mit Partnerin Petra Januskova in der ersten Runde ebenso wie 2019 mit ihrer Partnerin Jaleesa Leslie bei den Innisbrook Open 2019. Beim mit 100.000 US-Dollar dotierten Live to Play – LTP $100K gelang ihr mit einem Sieg über Ellen Perez der Einzug ins Achtelfinale, wo sie dann aber Anhelina Kalinina unterlag. Im September erreichte sie das Finale des mit 25.000 US-Dollar dotierten Turniers in Redding, wo sie Gabriela Talabă mit 1:6 und 1:6 unterlag.
2020 erreichte sie als Qualifikantin das Hauptfeld im Dameneinzel der Dow Tennis Classic 2020, wo sie in der ersten Runde Maria Mateas mit 4:6 und 6:73 unterlag.
2021 startete sie im Januar mit einer Wildcard  Hauptfeld des Dameneinzel bei den Georgia’s Rome Tennis Open 2021, wo sie mit einem Sieg gegen Hanna Chang die zweite Runde erreichte. Dort verlor sie dann gegen Katherine Sebov mit 1:6 und 3:6. Ihr erstes Turnier der WTA Tour spielte sie im April, als sie einen Startplatz für die Qualifikation zu den Volvo Car Open erhielt. Dort zog sie mit einem 6:2- und 6:4-Sieg über Ellen Perez in die zweite Qualifikationsrunde ein, wo sie auf Natalja Wichljanzewa traf.

## Turniersiege

### Einzel
| Nr. | Datum             | Turnier          | Kategorie      | Belag             | Finalgegnerin      | Ergebnis       |
| --- | ----------------- | ---------------- | -------------- | ----------------- | ------------------ | -------------- |
| 1.  | 15. November 2020 | Orlando          | ITF W25        | Hartplatz         | Robin Montgomery   | 3:6, 6:4, 6:2  |
| 2.  | 4. Dezember 2022  | Andorra la Vella | WTA Challenger | Hartplatz (Halle) | Rebecca Peterson   | 6:1, 6:4       |
| 3.  | 11. Dezember 2022 | Angers           | WTA Challenger | Hartplatz (Halle) | Anna-Lena Friedsam | 6:4, 4:6, 6:4  |
| 4.  | 5. Februar 2023   | Lyon             | WTA 250        | Hartplatz (Halle) | Caroline Garcia    | 7:67, 7:5      |
| 5.  | 23. Juni 2024     | Gaiba            | WTA Challenger | Rasen             | Bernarda Pera      | 6:3, 6:1       |
| 6.  | 27. Juli 2024     | Warschau         | WTA Challenger | Hartplatz         | Maya Joint         | 4:6, 6:3, 6:3  |
| 7.  | 8. Dezember 2024  | Angers           | WTA Challenger | Hartplatz (Halle) | Belinda Bencic     | 7:64, 3:6, 6:0 |

### Doppel
| Nr. | Datum             | Turnier    | Kategorie      | Belag             | Partnerin                | Finalgegnerinnen                        | Ergebnis          |
| --- | ----------------- | ---------- | -------------- | ----------------- | ------------------------ | --------------------------------------- | ----------------- |
| 1.  | 14. November 2020 | Orlando    | ITF W25        | Hartplatz         | Rasheeda McAdoo          | Jamie Loeb Erin Routliffe               | 4:6, 6:1, [11:9]  |
| 2.  | 7. Januar 2022    | Bendigo    | ITF W60+H      | Hartplatz         | Fernanda Contreras Gómez | Alison Bai Alana Parnaby                | 6:3, 6:1          |
| 3.  | 3. Juli 2022      | Charleston | ITF W100       | Sand              | Sachia Vickery           | Tímea Babos Marcela Zacarías            | 6:4, 5:7, [10:5]  |
| 4.  | 9. Oktober 2022   | Ostrava    | WTA 500        | Hartplatz (Halle) | Catherine McNally        | Alicja Rosolska Erin Routliffe          | 6:3, 6:2          |
| 5.  | 6. November 2022  | Midland    | WTA Challenger | Hartplatz (Halle) | Asia Muhammad            | Anna-Lena Friedsam Nadija Kitschenok    | 6:2, 6:3          |
| 6.  | 11. Dezember 2022 | Angers     | WTA Challenger | Hartplatz (Halle) | Zhang Shuai              | Markéta Vondroušová Miriam Kolodziejová | 6:2, 6:2          |
| 7.  | 19. August 2023   | Cincinnati | WTA 1000       | Hartplatz         | Taylor Townsend          | Nicole Melichar-Martinez Ellen Perez    | 6:71, 6:4, [10:6] |
| 6.  | 22. Juni 2024     | Gaiba      | WTA Challenger | Rasen             | Hailey Baptiste          | Miriam Kolodziejová Anna Sisková        | 7:64, 6:2         |

## Abschneiden bei Grand-Slam-Turnieren

### Einzel
| Turnier         | 2021 | 2022 | 2023 | 2024 | 2025 | Karriere |
| --------------- | ---- | ---- | ---- | ---- | ---- | -------- |
| Australian Open | —    | —    | Q2   | 3    | Q1   | 3        |
| French Open     | —    | Q1   | 1    | 1    | 2    | 2        |
| Wimbledon       | —    | Q1   | 2    | 1    | 1    | 2        |
| US Open         | 1    | Q1   | 1    | Q2   |      | 1        |

Zeichenerklärung: S = Turniersieg; F, HF, VF, AF = Einzug ins Finale / Halbfinale / Viertelfinale / Achtelfinale; 1, 2, 3 = Ausscheiden in der 1. / 2. / 3. Hauptrunde; Q1, Q2, Q3 = Ausscheiden in der 1. / 2. / 3. Qualifikationsrunde; nicht ausgetragen

### Doppel
| Turnier         | 2023 | 2024 | 2025 | Karriere |
| --------------- | ---- | ---- | ---- | -------- |
| Australian Open | AF   | 1    | 1    | AF       |
| French Open     | 2    | 1    | 1    | 2        |
| Wimbledon       | 1    | 2    | 2    | 2        |
| US Open         | AF   | 2    |      | AF       |